# Campeonato Sul-Americano de Rugby de 2011 - Divisão B
O Campeonato Sul-Americano de Rugby de 2011 - Divisão B foi a XXII edição deste torneio e foi  realizada em Lima, no Peru, entre os dias 20 e 27 de agosto, com a participação da Colômbia, Peru, Venezuela e Costa Rica. Vencedor foi a Seleção Venezuelana.

## Jogos

### 1ª rodada
| 20 de Agosto |         |                                                                                           |                                                                           |
| Peru | 40 - 13 | Costa Rica                                                                                | Club Cultural Deportivo Lima de Chorrillos, Lima Árbitro: Gustavo Gerbasi |
| Tries: José Diego Ruiz Huidobro (2') Jorge Abugatas (12') Gustavo Martínez (25') Miguel Angel Garces (27') Andre Urquieta (61') Jose María Pareja (69') Conv.: Gustavo Martínez (12')(25')(27')(61')(69') | report  | Tries: (79') Patricio Herrera Conv.: (79') Ivan Bogantes Penais: (31')(45') Ivan Bogantes | Club Cultural Deportivo Lima de Chorrillos, Lima Árbitro: Gustavo Gerbasi |

| 20 de Agosto |         | |                                                                           |
| Venezuela | 57 - 19 | Colômbia | Club Cultural Deportivo Lima de Chorrillos, Lima Árbitro: Claudio Antonio |
| Tries: Carlos Barboza (9')(46')(65') Sergio Pulido (16') Victor Castro(34') Carlos Cazaza (52')(61') Pablo Barboza (74') Conv.: Sergio Pulido (9')(16')(34')(52')(61') Carlos Cazaza (65')(74') Penais: Sergio Pulido (7') | report  | Tries: (40') Jose Manuel Diosa (43')Pablo Lemoine (69')Emanuel Bedoya Conv.: (43') Emanuel Bedoya (69') Jose Manuel Diosa | Club Cultural Deportivo Lima de Chorrillos, Lima Árbitro: Claudio Antonio |

### 2ª rodada
| 24 de Agosto |         |                                                      |                                                                           |
| Peru | 36 - 10 | Colômbia                                             | Club Cultural Deportivo Lima de Chorrillos, Peru Árbitro: Claudio Antonio |
| Tries: Sergio Charlo (20') Augusto Sotomayor (40')(54')(67') Gustavo Martinez (60') Conv.: Gustavo Martinez (14')(40')(54')(60') Penais: Gustavo Martinez (14') | report  | Tries: (28') Sebastian Mejia (37') José Manuel Diosa | Club Cultural Deportivo Lima de Chorrillos, Peru Árbitro: Claudio Antonio |

| 24 de Agosto |         |                                                                          |                                                                           |
| Venezuela | 50 - 12 | Costa Rica                                                               | Club Cultural Deportivo Lima de Chorrillos, Lima Árbitro: Gustavo Gerbasi |
| Tries: Jonathan Arias (6') Javier Perez (13')(80') Carlos Barboza (16') Sergio Pulido (19') Victor Castro (22') Pablo Barboza (25') Luis Romero (40') Conv.: Sergio Pulido (6')(13')(22')(40')(80') | report  | Tries: (46') Lucas Whiniston (66') Nathan New Conv.: (66') Ivan Bogantes | Club Cultural Deportivo Lima de Chorrillos, Lima Árbitro: Gustavo Gerbasi |

### 3ª rodada
| 27 de Agosto                                                                    |         | |                                                                              |
| Costa Rica                                                                      | 12 - 27 | Colômbia | Club Cultural Deportivo Lima de Chorrillos, Lima Árbitro: Sebastian Figueroa |
| Tries: Lucas Withinston (11') Patricio Herrera (30') Conv.: Ivan Bogantes (11') | report  | Tries: (36') Jose Manuel Diosa (67') Jose Manuel Diosa (75')Sebastian Mejia Conv.: (36')(67')(75') Emanuel Bedoya Penais: (44')(66') Emanuel Bedoya | Club Cultural Deportivo Lima de Chorrillos, Lima Árbitro: Sebastian Figueroa |

| 27 de Agosto                                                                                                  |         |                                                                                           |                                                                           |
| Peru | 15 - 17 | Venezuela                                                                                 | Club Cultural Deportivo Lima de Chorrillos, Lima Árbitro: Claudio Antonio |
| Tries: Luis Tejeda (45') Jose Maria Pareja (60') Conv.: Gustavo Martinez (45') Penais: Gustavo Martinez (17') | report  | Tries: (40') Luis Romero (67') Luis Zamora (71') Jerson Gimenez Conv.: (71')Sergio Pulido | Club Cultural Deportivo Lima de Chorrillos, Lima Árbitro: Claudio Antonio |

### Classificação
| Pos. | Equipe     | Encontros | Encontros | Encontros | Encontros | Tentos  | Tentos | Tentos    | Pontos |
| Pos. | Equipe     | jogados   | ganhos    | empatados | perdidos  | a favor | contra | diferença | Pontos |
| ---- | ---------- | --------- | --------- | --------- | --------- | ------- | ------ | --------- | ------ |
| 1    | Venezuela  | 3         | 3         | 0         | 0         | 124     | 46     | + 78      | 9      |
| 2    | Peru       | 3         | 2         | 0         | 1         | 91      | 40     | + 51      | 6      |
| 3    | Colômbia   | 3         | 1         | 0         | 2         | 56      | 105    | - 49      | 3      |
| 4    | Costa Rica | 3         | 0         | 0         | 3         | 37      | 117    | - 80      | 0      |

Pontuação: Vitória = 3, Empate = 1, Derrota = 0 

## Campeão Divisão B
| Campeonato Sul-Americano de Rugby 2011 Divisão B |
| ------------------------------------------------ |
| VENEZUELA Campeão (2º título)                    |